# UEFA Super Cup 1984
De UEFA Super Cup 1984 werd gespeeld tussen de winnaar van de Europacup I 1983/84, Liverpool FC, en de winnaar van de Europacup II 1983/84, Juventus FC, op 16 januari 1985.
De wedstrijd werd in het Olympisch Stadion van Turijn gespeeld en eindigde in een overwinning voor Juventus FC. 
Wedstrijddetails
|                       |                 |       |              |                                                                                              |
| 16 januari 1985 20:30 | Juventus FC     | 2 – 0 | Liverpool FC | Olympisch Stadion, Turijn Toeschouwers: 55.384 Scheidsrechter: Dieter Pauly (West-Duitsland) |
| 16 januari 1985 20:30 | Boniek 39', 79' |       |              | Olympisch Stadion, Turijn Toeschouwers: 55.384 Scheidsrechter: Dieter Pauly (West-Duitsland) |

| Juventus | Liverpool |

| Juventus FC:        |    |                   |
|                     |    |                   |
| GK                  | 1  | Luciano Bodini    |
| RB                  | 2  | Luciano Favero    |
| CB                  | 4  | Massimo Bonini    |
| CB                  | 5  | Sergio Brio       |
| LB                  | 3  | Antonio Cabrini   |
| RM                  | 7  | Massimo Briaschi  |
| DM                  | 6  | Gaetano Scirea    |
| LM                  | 8  | Marco Tardelli    |
| AM                  | 10 | Michel Platini    |
| CF                  | 9  | Paolo Rossi       |
| CF                  | 11 | Zbigniew Boniek   |
| Wisselspelers:      |    |                   |
| GK                  | 12 | Stefano Tacconi   |
| DF                  | 13 | Nicola Caricola   |
| MF                  | 14 | Cesare Prandelli  |
| MF                  | 15 | Bruno Limido      |
| MF                  | 16 | Beniamino Vignola |
| Coach:              |    |                   |
| Giovanni Trapattoni |    |                   |

| Liverpool CF:  |    |                  |            |
|                |    |                  |            |
| GK             | 1  | Bruce Grobbelaar |            |
| RB             | 2  | Phil Neal        |            |
| CB             | 4  | Mark Lawrenson   | 46'        |
| CB             | 6  | Alan Hansen      | Kreeg geel |
| LB             | 3  | Alan Kennedy     |            |
| RM             | 5  | Steve Nicol      |            |
| CM             | 10 | Kevin MacDonald  |            |
| CM             | 11 | John Wark        |            |
| LM             | 8  | Ronnie Whelan    |            |
| CF             | 7  | Paul Walsh       |            |
| CF             | 9  | Ian Rush         |            |
| Wisselspelers: |    |                  |            |
| DF             | 12 | Jim Beglin       |            |
| GK             | 13 | Bob Bolder       |            |
| DF             | 14 | Gary Gillespie   | 46'        |
| MF             | 15 | Sammy Lee        |            |
| MF             | 16 | Jan Mølby        |            |
| Coach:         |    |                  |            |
| Joe Fagan      |    |                  |            |

1972 · 1973 · 1974 · 1975 · 1976 · 1977 · 1978 · 1979 · 1980 · 1981 · 1982 · 1983 · 1984 · 1985 · 1986 · 1987 · 1988 · 1989 · 1990 · 1991 · 1992 · 1993 · 1994 · 1995 · 1996 · 1997 · 1998 · 1999 · 2000 · 2001 · 2002 · 2003 · 2004 · 2005 · 2006 · 2007 · 2008 · 2009 · 2010 · 2011 · 2012 · 2013 · 2014 · 2015 · 2016 · 2017 · 2018 · 2019 · 2020 · 2021 · 2022 · 2023 · 2024